# Экземпляризм
Экземпляризм (лат. exemplar — подлинник, прообраз),
термин схоластической философии, используемый Бонавентурой и Фомой Аквинским в учении о сотворении мира Богом по изначальному
образу и подобию, возникновение «многого из единого» (индивидуация), подобие Бога твари.

## Принцип индивидуации или экземпляризм в учении Бонавентуры
Для Бонавентуры центральной в его учении является проблема индивидуации; возникновение «многого из единого».
Бог сам-в-себе есть познающий субъект и познаваемый объект, при этом знание, которое он имеет о себе, полностью адекватно и тождественно представляемому, являясь подобием всего, что есть Бог, а это подобие есть Слово, выступающее как полнота идей, по образцу которых Бог творит мир.
Бонавентура различает два типа подобий: имитация (подобие твари Богу) и экземплярность (индивидуация, подобие Бога твари). С этими двумя типами подобия связаны два типа знания: знание первого типа, то есть восходящее от каждой твари к Богу, является множественностью в познающем тварном разуме, а знание, основывающееся на подобии твари Богу, есть Единая порождающая причина вещей, заключающая божественные идеи обо всём существующем (подобия, образцы — exemplaries). Идеи эти не отличны от божественной субстанции, по сути это и есть Бог.

## Фома Аквинский
«Фома Аквинский и его последователи («томисты») считали, что принцип индивидуации (principium individuationum) заключен в материи, в то время как Дунс Скот и его последователи («скотисты») усматривали такое начало в форме».